# Caylus (jeu)
 (novembre 2021).
Pour les articles homonymes, voir Caylus.
Caylus est un jeu de société créé par William Attia en 2005 et édité par Ystari Games.
Pour 2 à 5 joueurs, à partir de 12 ans, une partie dure environ 120 minutes.

## Règle du jeu
On trouve les règles complètes de Caylus sur les sites Internet de référence.

### But du jeu
Le jeu se déroule en 1289. Pour consolider les frontières du royaume de France, le roi Philippe IV le Bel  a décidé de faire construire un nouveau château. 
Les joueurs incarnent des maîtres d’œuvre. En construisant le château du Roi, ou en  s’attirant les faveurs du Roi ou encore en développant les infrastructures de la ville qui s’étend à ses pieds, ils gagnent des points de prestige (ou "points de victoire") . Quand le château est terminé, le joueur ayant gagné le plus de points de prestige remporte la partie.

### Déroulement
À chaque tour, les joueurs disposent chacun de 6 pions ouvriers, qu'ils vont placer sur une case du plateau de jeu afin de participer à la construction du château et au développement de la cité de Caylus.
À tour de rôle, les joueurs posent un ouvrier sur différentes cases spéciales ou sur des bâtiments déjà construits. Chaque case a un effet spécifique et ne peut accueillir qu'un seul ouvrier. Poser un ouvrier coûte un certain nombre de deniers, (la monnaie du jeu) et la phase de pose dure jusqu'à ce que tous les joueurs aient passé leur tour (par stratégie, ou manque d'argent).
Ensuite, toujours dans le même ordre, chaque case est "activée" et peut permettre, si un ouvrier est présent de :
- gagner des ressources (nourriture, bois, pierre, tissu, deniers) nécessaires pour une bonne part des actions du jeu
- construire de nouveaux bâtiments
- participer à la construction du château du Roi
- effectuer certaines actions spéciales : échange de ressources, d'argent ou de points de prestige, réorganisation de l'ordre de jeu, achat de faveurs du roi, etc.

La finalité du jeu étant de gagner un maximum de points de prestige, les joueurs peuvent élaborer différentes stratégies pour acquérir ces points grâce à leurs actions.
Le jeu est divisé en 3 grandes phases :
- construction du donjon
- construction des murailles
- construction des tours

À la fin de chaque phase, on procède à un "décompte" du nombre de bâtiments construits spécifiquement au château. Ceux-ci rapportent lors du décompte prestige et faveurs supplémentaires aux joueurs propriétaires alors que les joueurs qui n'en ont construit aucun perdent du prestige.

### Fin de partie et vainqueur
Le jeu cesse au 3e décompte, ou prématurément si les 14 dernières cases du château sont remplies avant ce 3e décompte.
Le joueur ayant accumulé le plus de points de prestige remporte la partie.

## Spécificité et intérêt
Du fait du grand nombre d'actions envisageables pour gagner des points de prestige, le nombre de stratégies que les joueurs peuvent adopter est très important. Caylus a de ce point de vue une durée de vie très grande. De la même manière, le plateau est construit au fur et à mesure de la partie par les joueurs, ce qui contribue à la variété des parties.
Il s'agit d'un jeu hautement stratégique où le hasard n'a que très peu de place : seuls l’ordre de jeu du premier tour et le placement des six premiers bâtiments (soit 720 configurations de départ possibles) sont aléatoires, tout le reste de la partie ne dépendra ensuite que des décisions des joueurs. Il faut pouvoir anticiper les actions des autres joueurs et ses propres ressources plusieurs tours à l'avance pour surpasser ses adversaires.

## Récompenses
- Spiel des Jahres meilleur jeu complexe 2006
- Deutscher Spiele Preis  2006
- International Gamers Awards multijoueur 2006
- Nederlandse Spellenprijs  2006
- Tric Trac d'or  2005